# Ocinara albicollis
Ocinara albicollis is een vlinder uit de familie van de echte spinners (Bombycidae). De wetenschappelijke naam voor de soort is voor het eerst geldig gepubliceerd in 1862 door Francis Walker.
De soort komt voor in het Afrotropisch gebied.